# Ярвамаа
Ярвамаа (ест. Järvamaa або Järva maakond) — повіт в Естонії, розташований в центральній частині країни.
Адміністративний центр — місто Пайде. Повіт в адміністративному плані поділяється на одне міське самоврядування та 2 волості.

## Історія
У своїх межах повіт сформувався на початку XIII століття.

## Географія
Найвища точка повіту — гора Валґехобуземяґі (107 м), є ландшафтний заповідник Кирвємаа (204 км²), Тюріське друмлінне поле (104 км²).
Річки: Навесті, Ягала.

## Адміністративно-територіальний поділ
До складу волості входять 3 муніципалітети:
- Міське самоврядування:

Пайде
- Сільські волості:

Тюрі
Ярва-Яаані
До складу повіту до реформи 2017 року входило 12 муніципалітетів: 1 міський і 11 волостей.

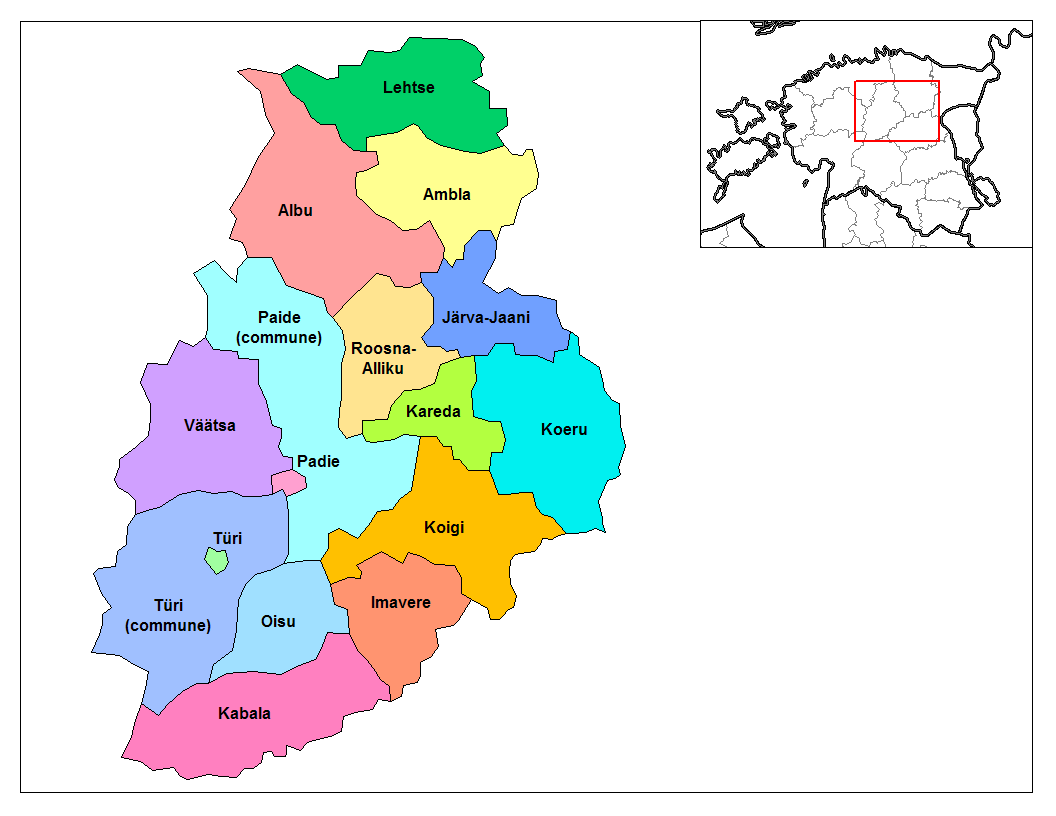
Муніципалітети повіту Ярвамаа

Міські муніципалітети:
 Пайде (ест. Paide)
Волості:
 Албу (ест. Albu vald)
 Амбла (ест. Ambla vald)
 Вяетса (ест. Väätsa vald)
 Імавере (ест. Imavere vald)
 Кареда (ест. Kareda vald)
 Коеру (ест. Koeru vald)
 Койґі (ест. Koigi vald)
 Пайде (ест. Paide vald)
 Роосна-Алліку (ест. Roosna-Alliku vald)
 Тюрі (ест. Türi vald); включаючи місто  Тюрі (ест. Türi)
 Ярва-Яаані (ест. Järva-Jaani vald)

## Найбільші міста
Міста з населенням понад 2,5 тисячі осіб:
| Назва міста | Населення, осіб (2009) |
| ----------- | ---------------------- |
| Пайде       | 9744                   |
| Тюрі        | 6010                   |

## Визначні пам'ятки
На території повіту знаходиться одне з найстародавніших поселень в Естонії — село Кареда (перша згадка в 1212 році).

## Населення
За даними 1 січня 2006 населення повіту становило 38 141 люей, з яких 46,5% чоловіки і 53,5% жінки. Рівень народжуваності в повіті — 10,3 ‰, смертності — 13,4 ‰, природний спад складає −3,1 ‰. Густота населення в повіті — 64,5 осіб/км².

### Національний склад
У національному складі повіту переважають:
- Естонці — 93,6%
- Росіяни — 3,3%
- Українці — 1,2%
- Фіни — 1,0%

Поширені естонська і російська мови.
Діти: (0—14 років) — 16,3%, населення в працездатному віці — (15—64 роки) 67,2%, старше працездатного (65 і більше) 16,6%.

## Галерея

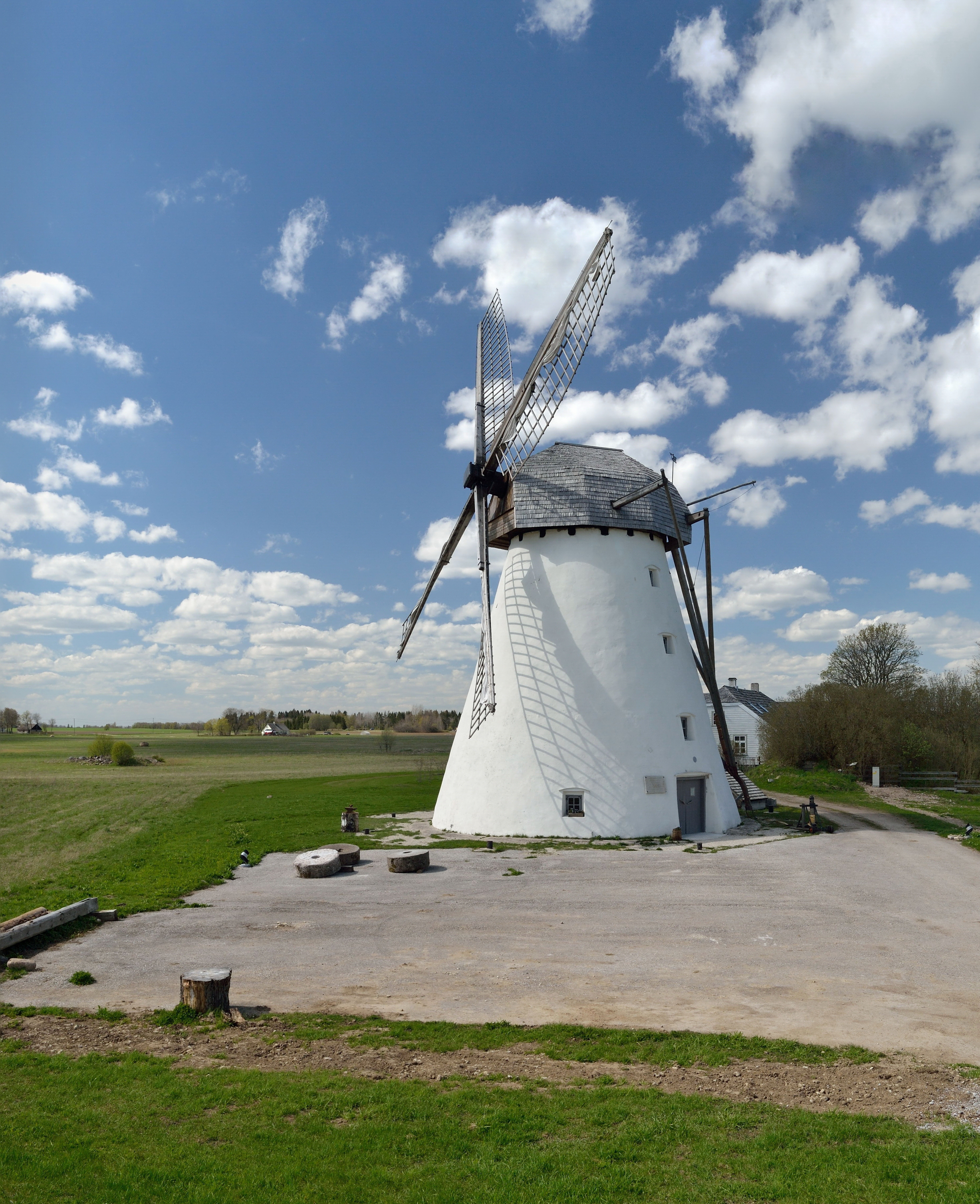
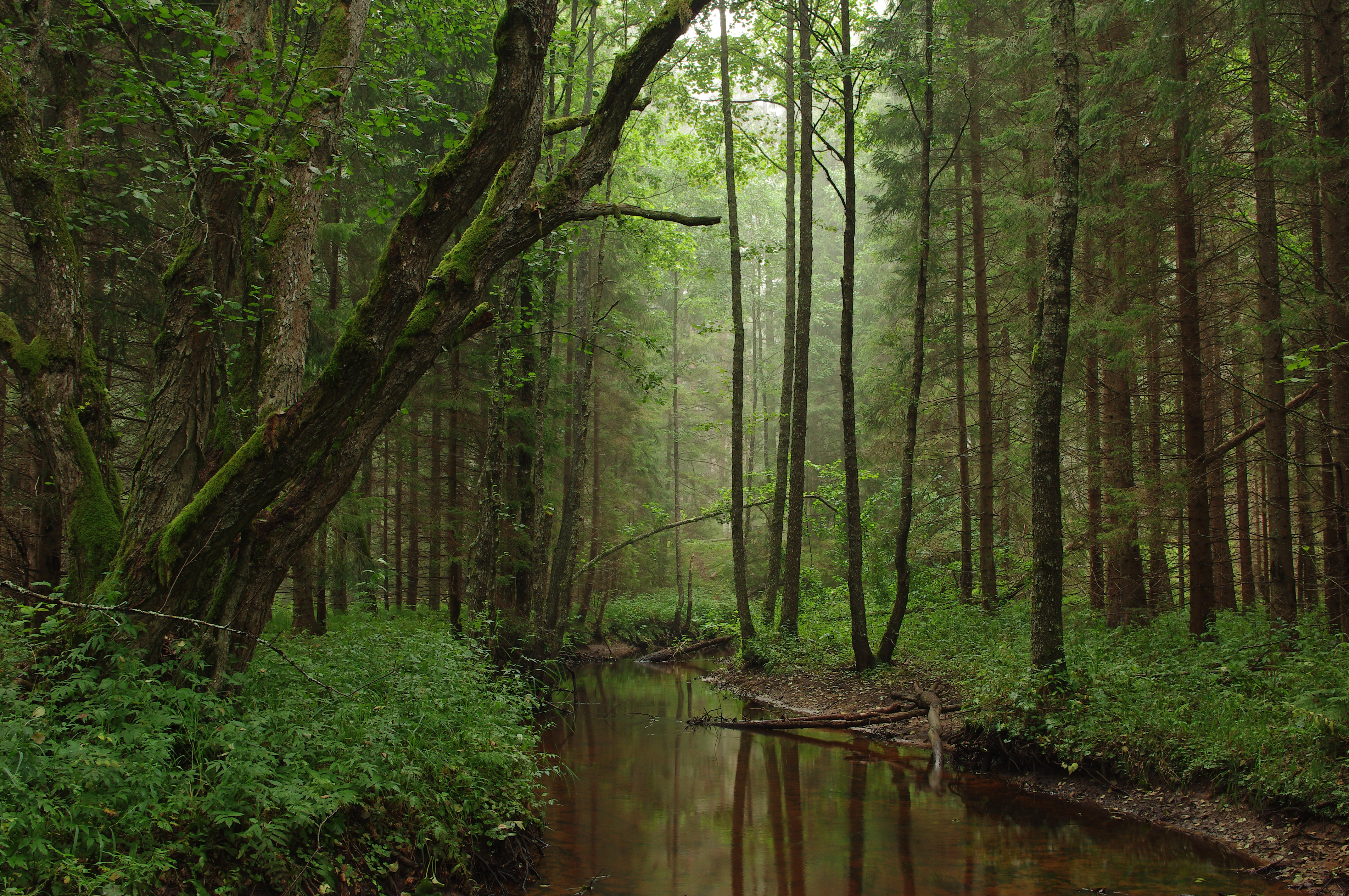
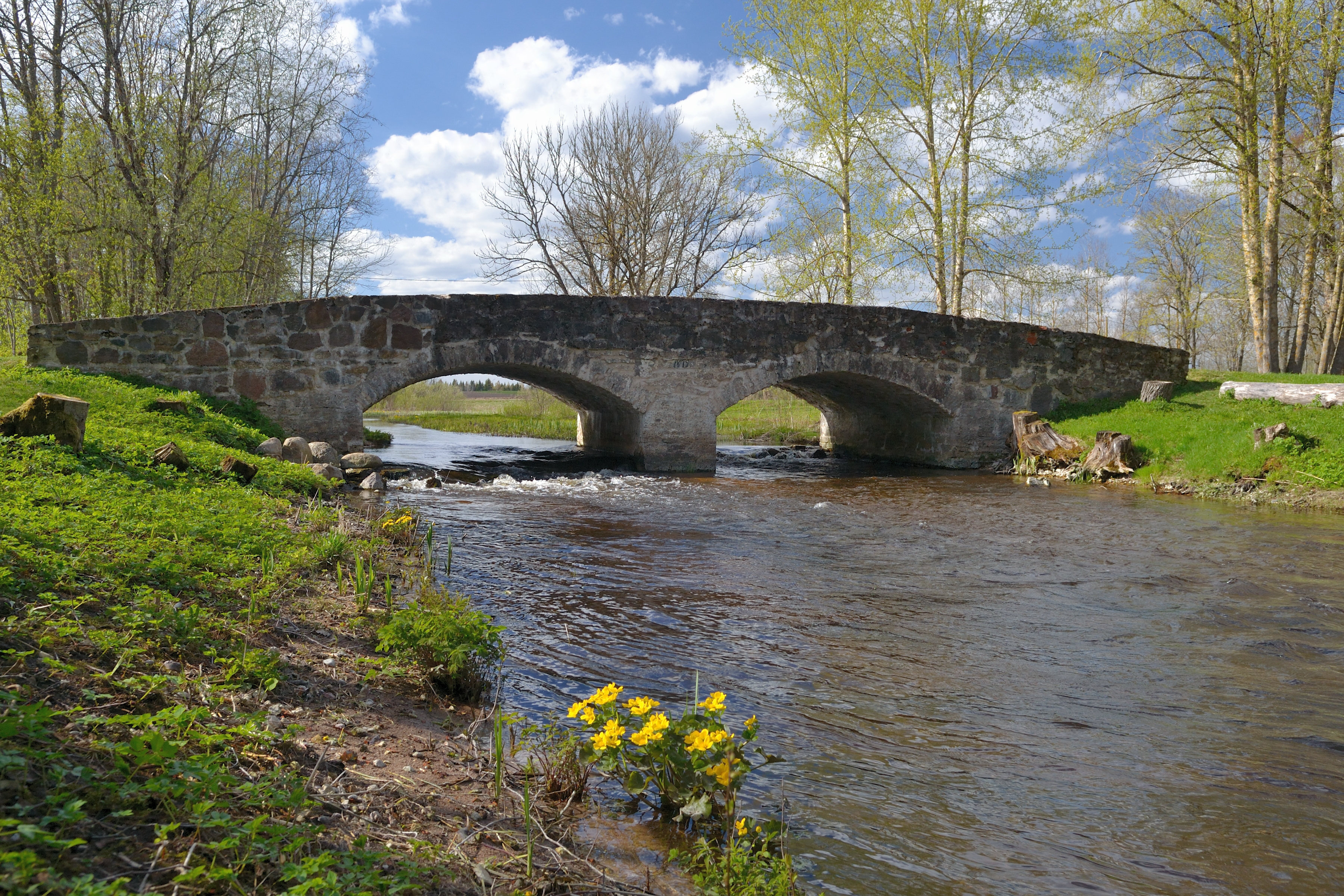
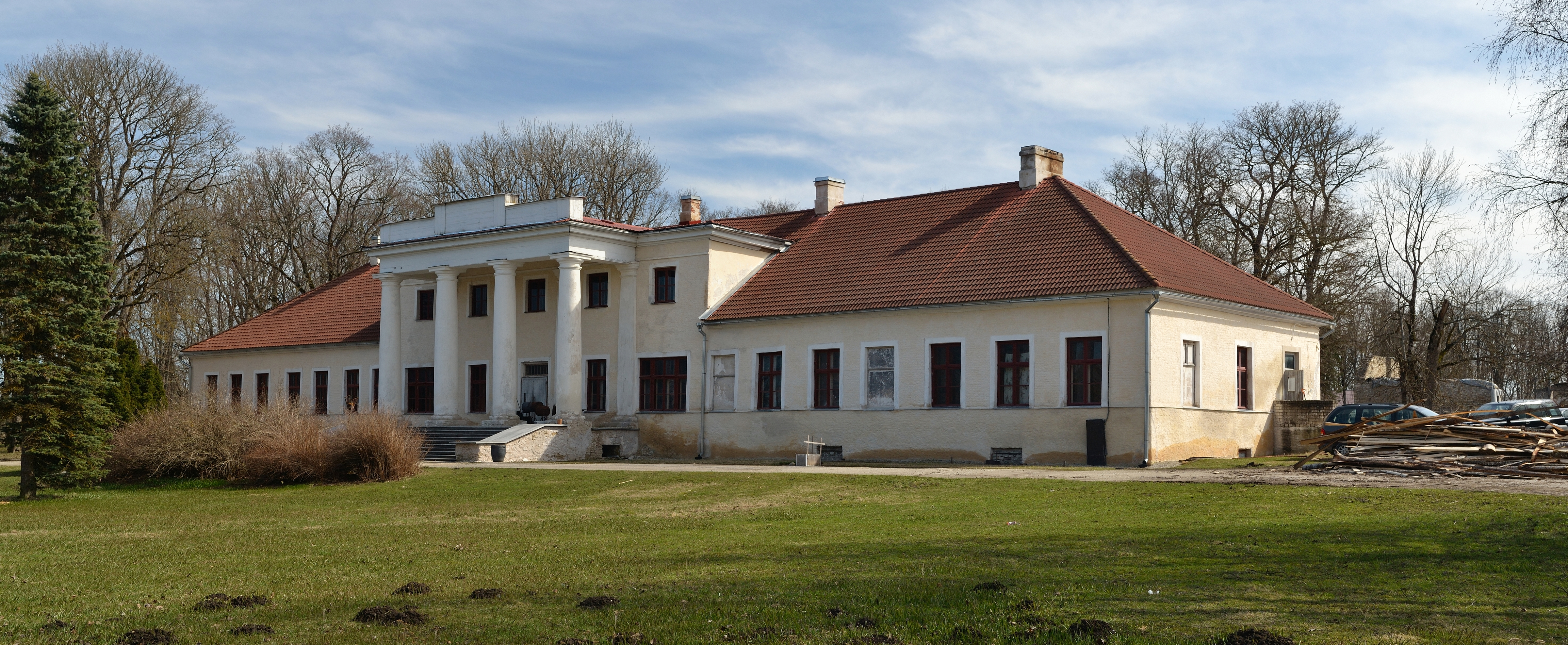
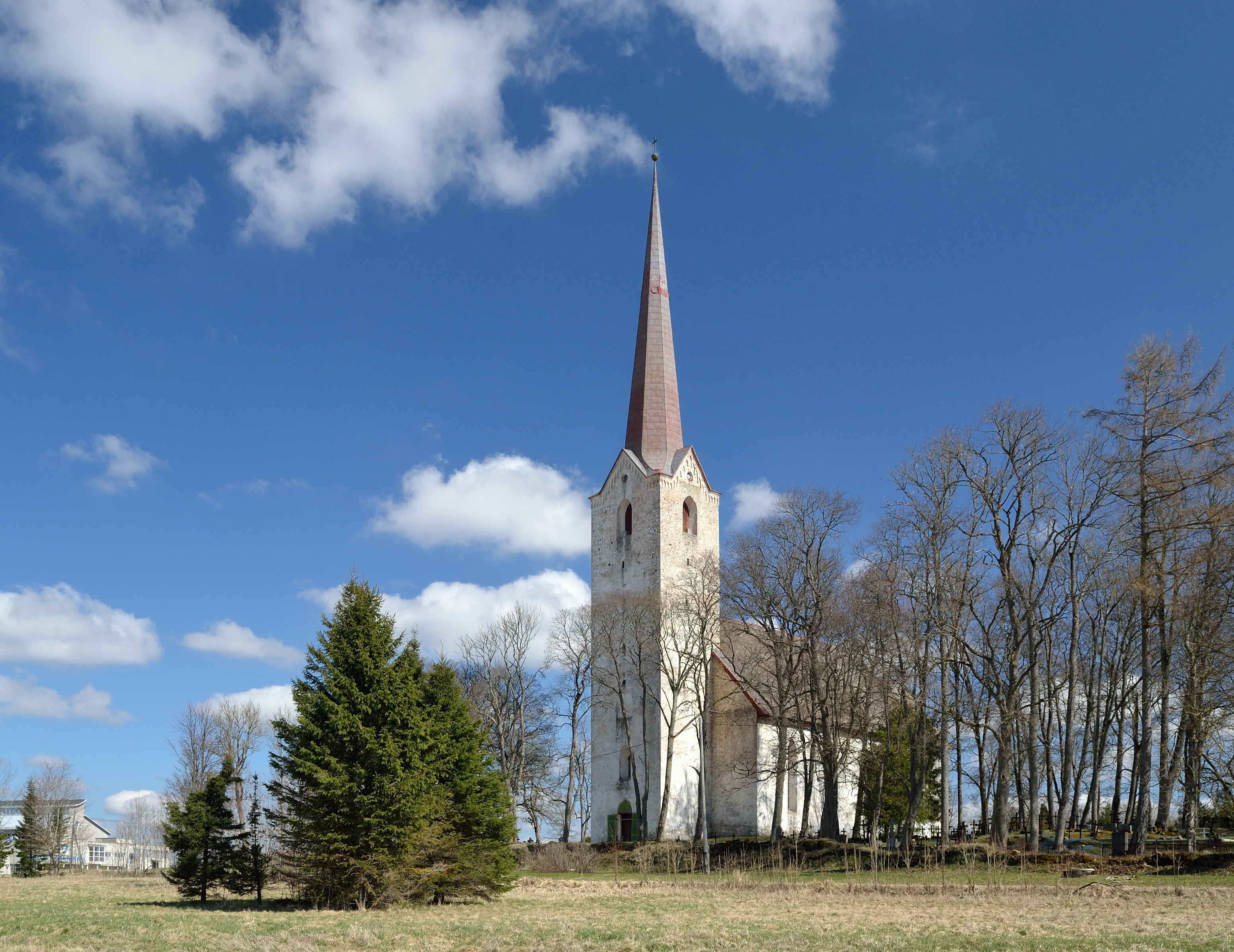
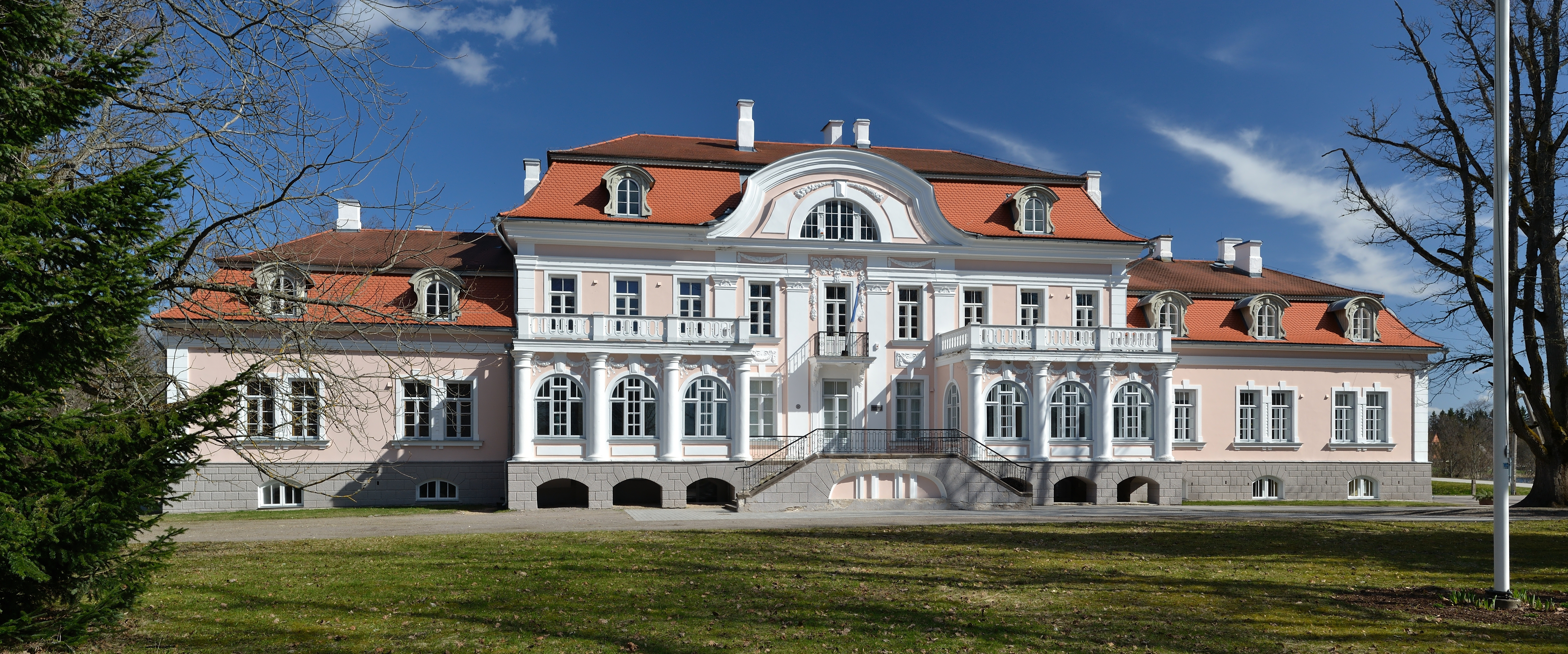